# Siphonoglossa
Siphonoglossa es un género de plantas con flores perteneciente a la familia Acanthaceae. El género tiene 30 especies de hierbas descritas y de estas, solo 10 aceptadas.

## Taxonomía
El género fue descrito por Anders Sandoe Oersted y publicado en Videnskabelige Meddelelser fra Dansk Naturhistorisk Forening i Kjøbenhavn 1854(8–12): 159–160, pl. 5, f. 34–35. 1855. La especie tipo es: Siphonoglossa ramosa Oerst. 

## Especies aceptadas
- Siphonoglossa bartlettii Standl.
- Siphonoglossa buchii (Urb.) Hilsenb.
- Siphonoglossa canbyi (Greenm.) Hilsenb.
- Siphonoglossa dipteracantha (Nees) A. Heller
- Siphonoglossa greggii Greenm. & C.H. Thomps.
- Siphonoglossa leptantha (Nees) Immelman
- Siphonoglossa linifolia C.B. Clarke
- Siphonoglossa longiflora (Torr.) A. Gray
- Siphonoglossa mexicana Hilsenb.
- Siphonoglossa pilosella (Nees) Torr.